# Phrynocephalus ahvazicus
Espèce
Phrynocephalus ahvazicus est une espèce de sauriens de la famille des Agamidae.

## Répartition
Cette espèce est endémique de la province du Khouzistan dans le sud-ouest de l'Iran.

## Étymologie
Son nom d'espèce lui a été donné en référence à son lieu de découverte, Ahvaz.

## Publication originale
- Melnikov, Melnikova, Nazarov, Rajabizadeh, Al-Johany, Amr & Ananjeva, 2014 : Taxonomic Revision of Phrynocephalus arabicus Anderson, 1984 Complex with Description of a New Species from Ahvaz, South-Western Iran. Russian Journal of Herpetology, vol. 21, no 2, p. 149-159.